# Чемпионат России по обратным шашкам
Чемпионат России по обратным шашкам — соревнование по обратным русским шашкам (поддавкам), проходящее ежегодно с 2011 года. Чемпионат проводят в форматах: классические, быстрые поддавки и блиц.

## История
Чемпионаты СССР и России по поддавкам проводились нерегулярно задолго до 2011 года. То под эгидой основанного в 1978 году Михаилом Юрьевичем Рощиным (1952 г.р.) московского клуба «Кипергань» (первоначальное название «Dambrete»; в основном, это были заочные турниры), то под эгидой Федераций шашек СССР и России. Заочные чемпионаты России по поддавкам в русские шашки, как и по поддавкам в других видах шашек и шахмат, проводятся под эгидой Академии шахматно-шашечного искусства (АШШИ, г. Санкт-Петербург).

## Призёры

### Мужчины
| Дата | Место     | Золото                         | Серебро           | Бронза                       |
| 2011 | Челябинск | Алексей Шонин                  | Денис Ничипуренко | Антон Беликов Сергей Давыдов |
| 2012 | Челябинск | Владимир Иванов                | Антон Фофонов     | Денис Ничипуренко            |
| 2013 | Челябинск | Владимир Иванов Алексей Шонин  | ----              |                              |
| 2014 |           | Александр Назаров              |                   |                              |
| 2015 |           | Сергей Шеханов                 | Владимир Иванов   | Олег Дашков                  |
| 2016 | Челябинск | Владимир Иванов                | Олег Дашков       | Александр Кириллов           |
| 2017 | Челябинск | Сергей Шеханов Владимир Иванов | ------            | Олег Дашков                  |
| 2018 | Челябинск | Владимир Иванов                | Олег Дашков       | Сергей Шеханов               |
| 2019 | Самара    | Сергей Шеханов                 | Олег Дашков       | Владимир Иванов              |
| 2022 | Орёл      | Владимир Ксенофонтов           | Мажит Саршаев     | Юрий Ворохобов               |

### Женщины
| Дата | Место     | Золото            | Серебро            | Бронза          |
| 2011 | Челябинск | Татьяна Пяткова   | Светлана Михеева   | Светлана Сога   |
| 2012 | Челябинск | Екатерина Обухова |                    |                 |
| 2013 | Челябинск | Татьяна Пяткова   | Анастасия Южакова  | Дарья Кириллова |
| 2014 |           | Анастасия Южакова |                    |                 |
| 2015 |           | Татьяна Пяткова   | Анастасия Южакова  | Виктория Козина |
| 2016 | Челябинск | Татьяна Пяткова   | Гузялия Дашкова    | Виктория Козина |
| 2017 | Челябинск | Гузялия Дашкова   | Дарья Тугай        | Татьяна Пяткова |
| 2018 | Челябинск | Екатерина Иванюк  | Гузялия Дашкова    | Анна Бердюгина  |
| 2019 | Самара    | Гузялия Дашкова   | Анастасия Дикушина | Яна Оленникова  |
| 2022 | Орёл      | Юлия Медведева    | Ирина Коноплёва    | Анна Мортикова  |